# Kenneth Burke
Pour les articles homonymes, voir Burke.
Kenneth Duva Burke (5 mai 1897 – 19 novembre 1993) est un théoricien de la littérature et philosophe américain qui a surtout étudié l'esthétique et la rhétorique.

## Biographie
Burke est né le 5 mai à Pittsburgh en Pennsylvanie, aux États-Unis. Il obtient son baccalauréat à la Peabody High School où il rencontre son ami Malcolm Cowley. Burke étudie seulement un semestre à l'université d'État de l'Ohio, en 1916 et 1917. Burke préfère devenir écrivain, en dépit du fait que l'université le désire. À Greenwich Village il prend contact avec des écrivains d'avant-garde comme Hart Crane, son ami Malcolm Cowley (en), Gorham Munson (en), et ultérieurement Allen Tate. Élevé dans la foi catholique, Burke devient plus tard agnostique.
En 1919 il se marie à Lily Mary Batterham avec laquelle il a trois filles, la plus jeune étant l'anthropologue féministe Eleanor Leacock (1922-1987). Jeanne Elspeth Chapin Hart, née en 1920, sera musicienne alors que France Burke deviendra poète (née en 1925). Burke se mariera tardivement à sa belle-sœur, Elizabeth Batterham, en 1933, avec laquelle il a deux fils, Michale et Anthony. Il travailla comme éditeur du magazine moderniste de littérature The Dial en 1923 et s'occupa de la rubrique musicale de 1927 à 1929. Il reçoit le Dial Award en 1928 pour ses services distingués à la littérature américaine. Il est aussi le critique musical de The Nation de 1934 à 1936 et en reçoit la récompense « Guggenheim Fellowship » en 1935.
Burke se retira ensuite dans sa ferme du New Jersey, avec sa grande famille, épisode rapporté par son petit-fils Harry Chapin. Il meurt d'une attaque cardiaque à sa résidence d'Andover, dans le New Jersey.

## Influences
Burke, comme de nombreux théoriciens du XXe siècle, fut influencé par Karl Marx, Sigmund Freud, et Friedrich Nietzsche. Il est un grand lecteur de Shakespeare et est aussi influencé significativement par Thorstein Veblen. Burke correspond également avec de nombreux critiques littéraires, penseurs et écrivains et ce pendant plusieurs années. Il entretient ainsi une correspondance soutenue avec : William Carlos Williams, Malcolm Cowley (en), Robert Penn Warren, Allen Tate, Ralph Ellison, Katherine Anne Porter, Jean Toomer, Hart Crane, et Marianne Moore. Sa pensée influence elle-même des penseurs modernes, comme Harold Bloom, Stanley Cavell, Susan Sontag (son étudiant à l'université de Chicago), Geoffrey Hartman (en), Edward Said, Rene Girard, Fredric Jameson, et Clifford Geertz.
Burke refuse de proposer une pensée influencée uniquement par le marxisme comme toutes celles des années 1930. Les symboles politiques et sociaux sont centraux dans le travail universitaire de Burke et son engagement politique est assumé, comme dans l'introduction de A Grammar of Motives dans l'épigraphe « ad bellum purificandum » quant à sa réflexion sur la nature de la guerre. Burke pense que l'étude de la rhétorique peut aider l'être humain à comprendre « ce qui se passe lorsque les gens disent ce qu'ils disent et pourquoi ils font ce qu'ils font ». Il nomme une telle analyse « dramatisme » et considère que cette approche linguistique peut permettre de cerner les bases du conflit, les vertues et les dangers de la coopération, et les opportunités de l'identification au sein du discours.
L'université d'État de Pennsylvanie a recueilli ses très riches archives et papers (sous la houlette du Professor Jack Selzer) et en l'honneur de Burke organise depuis presque vingt ans la prestigieuse Kenneth Burke Lecture.

## Philosophie
Burke définit la fonction rhétorique du langage comme « un moyen symbolique d'induire une coopération entre les individus qui par nature usent de symboles ». Il définit l' « homme » comme utilisateur des symboles, les fabriquant, homme improprement considéré comme un animal, homme inventeur de la négation et séparé de sa condition naturelle par ses propres instruments; L'homme est aiguillonné par l'esprit de hiérarchie et est « endommagé » (dévoyé), par son souci de la perfection. Pour Burke, la plupart des problèmes du comportement humain provient des symboles constitués qui comme abstraction modèlent l'individu (Synchronie et diachronie), le problème ne vient pas de fait de l'usage des symboles. Dans la philosophie de Burke, l'interaction et la communication sont à mettre en relation avec l'action, la scène, le média, l'agencement et le propos, autant de notions dessinant un schéma complexe. Pour Burke, l'interaction sociale peut être représentée par un drame et par des degrés entre chaque pôle du schéma, qu'il nomme la « dramatistic pentad ». La figure est dépeinte dans la méthode dramatique, qui dévoile la relation entre l'existence, le théâtre, le véhicule d'une expression écrite oralisée. Pour Burke, le monde dans son entier est une scène de théâtre, la vie est une théâtralité. La critique littéraire de Burke emprunte à la critique sociologique. Il considère la littérature comme un équipement pour vivre, pourvoyant la sagesse populaire et le sens commun aux gens, et de ce fait orientant les existences [réf. souhaitée].
Un autre concept de la pensée de Burke est le « terministic screen », un ensemble de symboles faisant office d'écran ou de grille d'intelligibilité et à travers lequel le monde a du sens. Par ce concept, Burke explore les liens entre le langage et l'idéologie. Le langage ne consiste pas à refléter la réalité selon lui ; il permet de sélectionner la réalité aussi bien que de la déformer.
Dans son ouvrage Language as Symbolic Action (1966), Burke définit le genre humain comme un genre d'animal usant de symboles. Cela signifie pour Burke que la réalité est en fait fabriquée à travers notre système symbolique. Les symboles permettent d'accumuler les connaissances, sans quoi l'individu resterait au niveau empirique, celui ordonné par des sens. Ce que l'on nomme « réalité » est en somme « un ensemble désordonné de symboles à propos du passé, combiné avec des lectures diverses du présent (...) une construction de notre système symbolique ». Chaque système de croyance a ainsi son propre vocabulaire et ses propres symboles, pour décrire comment le monde fonctionne et ce que les choses signifient.

## Derniers travaux
Burke a écrit un roman, Towards a Better Life, qui remporta le « National Medal for Literature » en 1980 à l'American Book Awards. Il a également écrit la chanson « One Light in a Dark Valley », enregistré plus tard par son arrière-petit-fils Harry Chapin). Son travail sur la critique littéraire assura sa carrière universitaire et il donna de nombreuses conférences, et surtout au Bennington College. La plupart des manuscrits de Burke ainsi que sa correspondance sont conservés à l'université de Pennsylvanie.

### Ouvrages principaux
- Counter-Statement] (1931)
- Permanence and Change (1935)
- Attitudes Toward History (1937)
- Philosophy of Literary Form (1939)
- A Grammar of Motives (1945)
- A Rhetoric of Motives (1950)
- The Rhetoric of Religion (1961)
- Language as Symbolic Action (1966)
- Dramatism and Development (1972)
- Here and Elsewhere (2005)
- Essays Toward a Symbolic of Motives (2006)
- Kenneth Burke on Shakespeare (2007)

### Correspondance
- (en) Kenneth Burke et Paul Jay (editor), The selected correspondence of Kenneth Burke and Malcolm Cowley, 1915-1981, New York, N.Y, Viking, 1988, 448 p. (ISBN 0-670-81336-2)